# Квятковский, Сергей Юрьевич
Серге́й Ю́рьевич Квятко́вский (род. 3 июля 1982, Павлодарская область) — казахстанский футболист, защитник, бывший капитан национальной сборной Казахстан по пляжному футболу.

## Карьера
Самый титулованный игрок в истории казахстанского пляжного футбола. В 2010 году дебютировал в национальной сборной Казахстана во встрече против команды Франции.

#### Матчи и голы
Матчи и голы за сборную
| Матчи за сборную Казахстана | Матчи за сборную Казахстана | Матчи за сборную Казахстана | Матчи за сборную Казахстана | Матчи за сборную Казахстана | Матчи за сборную Казахстана | Матчи за сборную Казахстана |
| --------------------------- | --------------------------- | --------------------------- | --------------------------- | --------------------------- | --------------------------- | --------------------------- |
| №                           | Дата                        | Соперник                    | Счёт                        | Голы                        | Соревнование                |                             |
| 1                           | 11 июля 2010                | Франция                     | 1:5                         | -                           | Квалификация ЧМ-2011        |                             |
| 2                           | 12 июля 2010                | Чехия                       | 2:8                         | -                           | Квалификация ЧМ-2011        |                             |
| 3                           | 13 июля 2010                | Азербайджан                 | 2:9                         | -                           | Квалификация ЧМ-2011        |                             |
| 4                           | 1 июля 2016                 | Молдавия                    | 3:4                         | -                           | Евролига-2016               |                             |
| 5                           | 2 июля 2016                 | Эстония                     | 2:7                         | -                           | Евролига-2016               |                             |
| 6                           | 3 июля 2016                 | Сербия                      | 5:6                         | 1                           | Евролига-2016               |                             |
| 7                           | 28 июля 2017                | Молдавия                    | 2:4                         | -                           | Евролига-2017               |                             |
| 8                           | 29 июля 2017                | Турция                      | 3:5                         | 1                           | Евролига-2017               |                             |

Итого: 8 матчей / 2 гола; 0 побед, 8 поражений.
(откорректировано по состоянию на 1 сентября 2018 года)

## Достижения
Большой футбол
- Победитель Первой лиги Казахстана: 2005

Пляжный футбол
- Чемпион Казахстана: 2008, 2009, 2010, 2011, 2012, 2014, 2015, 2016, 2017, 2018
- Обладатель Кубка Казахстана: 2008, 2011, 2014, 2016, 2017, 2018